# Brummer (Schiff, 1916)
Der Minenkreuzer Brummer der deutschen Kaiserlichen Marine wurde als „Neubau Minendampfer C“ in Stettin bei der Vulcan-Werft gebaut. Das Schiff lief am 11. Dezember 1915 vom Stapel und wurde am 2. April 1916 mit 309 Mann Besatzung in Dienst gestellt.

## Technische Daten
Die Brummer war mit einer Turbinenanlage ausgerüstet, die eine Geschwindigkeit von 28 Knoten ermöglichte. Diese Anlage sowie auch die ihres Schwesterschiffes Bremse waren ursprünglich für den russischen Kreuzer Swetlana vorgesehen, wurden aber bei Kriegsbeginn 1914 beschlagnahmt.
Die Bewaffnung bestand aus vier 15-cm-Kanonen sowie zwei 8,8-cm-Fla-Kanonen und zwei 50-cm-Torpedorohren. Zwecks offensiver Minenkriegführung konnten 400 Minen an Bord genommen werden.

## Einsatzgeschichte
Die Brummer nahm bei Vorstößen der IV. Aufklärungsgruppe in der Nordsee teil. Zusammen mit dem Schwesterschiff Bremse wurde im Januar 1917 eine Minenunternehmung durchgeführt. Im Oktober 1917 machten die beiden Schiffe erfolgreich Jagd auf alliierte Konvois zwischen Bergen und den Shetlandinseln. Am 17. Oktober 1917 stieß die Brummer zusammen mit ihrem Schwesterschiff Bremse unter dem Kommando von Fregattenkapitän  Siegfried Westerkamp, der eigentliche Kommandant Fregattenkapitän Otto von Bülow war erkrankt, gegen die alliierten Geleitzüge zwischen Norwegen und Schottland vor. Dabei wurden im Seegefecht bei den Shetland-Inseln die britischen Zerstörer Strongbow und Mary Rose sowie neun skandinavische Handelsschiffe versenkt. Weitere Angriffe wurden durch überlegene alliierte Marinestreitkräfte verhindert. Ein Vorstoß zur Doggerbank mit dem Kleinen Kreuzer Stralsund und Torpedobooten blieb ergebnislos. Im Juni 1918 legte die Brummer mit dem Kleinen Kreuzer Straßburg Minen in der Deutschen Bucht.
Als im November 1918 Unruhen in der Flotte ausbrachen, wurden die Brummer und die Bremse in die Ostsee entsandt, zuerst nach Sonderburg, dann nach Swinemünde. Dort wurde das Schiff außer Dienst gestellt. Kurz darauf musste die Brummer wieder fahrbereit gemacht und mit dem Rest der deutschen Hochseeflotte nach Scapa Flow überführt werden. Dort wurde sie sieben Monate später, am 21. Juni 1919, auf Befehl von Konteradmiral Ludwig von Reuter, von ihrer Besatzung versenkt.
Das Schiff wurde nicht gehoben. Das Wrack liegt auf den Koordinaten 58° 53′ 49,5″ N, 3° 9′ 14,2″ W.
Nach dem Krieg wurden die beiden Zerstörerkommandanten Leonhardi und von Bülow, als zwei von drei Bootskommandanten der ehemaligen Kaiserlichen Marine, als möglicher Kriegsverbrecher auf die Auslieferungsliste der Entente gesetzt.

## Kommandanten
| Nr. | Name                                            | Beginn der Amtszeit | Ende der Amtszeit | Bemerkungen                               |
| --- | ----------------------------------------------- | ------------------- | ----------------- | ----------------------------------------- |
| 1.  | Fregattenkapitän/Kapitän zur See Wilhelm Schulz | April 1916          | März 1917         |                                           |
| 2.  | Fregattenkapitän Max Leonhardi                  | März 1917           | November 1917     |                                           |
| 3.  | Fregattenkapitän Hans Quaet-Faslem              | November 1917       | Dezember 1917     |                                           |
| 4.  | Fregattenkapitän Edmund Schulz                  | Dezember 1917       | August 1918       |                                           |
| 5.  | Korvettenkapitän Theodor von Gorrisen           | August 1918         | November 1918     |                                           |
| –   | Kapitänleutnant Walter Prahl                    | November 1918       | 21. Juni 1919     | Mit der Wahrnehmung der Geschäfte betraut |